# Chen Yi (compositora)
Chen Yi (Cantón, 4 de abril de 1953) es una compositora china-estadounidense cuya música se caracteriza por la mezcla de las tradiciones de su país con la composición occidental. Su música suele ser orquestal, de cámara, coral y para piano, y ha sido interpretada en muchos países del mundo.

## Biografía
Chen Yi nació el 4 de abril de 1953 en Cantón. 'Chen' es el nombre de la familia y 'Yi' es su nombre de pila; sin embargo, continuó usando su nombre en el orden que se suele usar en China aun viviendo en Estados Unidos. Sus padres fueron doctores, adherentes a la fe cristiana y también estaban interesados en la cultura y música occidental. Es por esto que desde temprana edad comenzó a recibir lecciones de violín y piano, así como sus hermanos, quienes también tienen carreras de músicos. Tomando como referencia los discos de su padre, tocaba los solos de violín de algunos conciertos para violín y orquesta.
En 1966, durante la Revolución Cultural, cesó la educación musical de Chen. La consigna del líder del Partido Comunista de China Mao Zedong, fue que los profesionales fueran purgados de posiciones de influencia y forzados a trabajar en granjas y equipos de trabajo en el campo. Cuando tenía 15, los Guardias rojos llegaron a su casa confiscando la colección de música de la familia; ella fue separada de su familia para hacer trabajos forzosos: "Tuvimos que subir y bajar una montaña llevando rocas", dijo al San Francisco Chronicle. "Llevaba más de 100 libras en mi espalda, y subía y bajaba veces 20 veces al día", declaró.
Aun así pudo llevar su violín para tocar canciones revolucionarias a los agricultores locales; pero a escondidas y silenciándolo, practicaba las piezas clásicas de occidente que había memorizado. Aún al tocar canciones populares y del trabajo duro o sobre la lealtad al partido, improvisaba interludios al estilo occidental: “No lo sabía, pero yo estaba componiendo”, le dijo al New York Times. “Era mi manera de mantener mis dedos en movimiento. Hice variaciones sobre los temas.” Chen mira este episodio de su vida de manera positiva, porque a pesar del sufrimiento, descubrió la música tradicional de la china rural y el trabajo en el campo: “Nunca había tocado tierra”, le dijo al New York Times. “No conocía mi propio país”.
Durante su estadía en el Conservatorio Central de Beijing, Chen conoció a otros compositores que destacarían en el futuro, como Tan Dun y Zhou Long, con quien se casaría más tarde.

### Estudios musicales
Comenzó a estudiar piano con Li Su-xin y violín con Zheng Ri-hua a la edad de 3 años. Poco después comenzó a estudiar composición con Wu Zu-gian en el Conservatorio Central de Beijing de 1978 a 1986. También estudió composición con Chou Wen-chung y Mario Davidovsky en la Universidad de Columbia de 1986 a 1993, donde obtuvo su doctorado. Ha recibido doctorados honorarios del Conservatorio de Música de la Universidad de Lawrence en Appleton, Wisconsin en 2002, del Conservatorio de Música Baldwin Wallace en Berea (Ohio) en 2008, en la Universidad de Portland en 2009 y de La Nueva Escuela en Nueva York en el 2010.

### Carrera artística
Chen fue nombrada concertino de la compañía de ópera de Cantón a partir de que Jiang Qing, la tercera esposa de Mao, decretó que los instrumentos occidentales fueran añadidos a las orquestas de ópera tradicionales de China. Debido a esto aprendió a tocar una variedad de instrumentos chinos durante esta época, y hubo mayor libertad creativa para componer. Asimismo también comenzó a investigar la música tradicional china al mismo tiempo que aprendía teoría musical occidental con Zheng Zhong. En 1977 el Conservatorio Central de Música de Beijing reabrió sus puertas, y Chen fue admitida como estudiante de composición, recibiendo su título en 1982.
Chen fue la primera mujer en China en realizar una maestría en composición y su música fue presentada por televisión. En esta época viajó a Nueva York para estudiar composición en la Universidad de Columbia. Chen ya era una compositora prolífica en ese entonces, y obtuvo críticas positivas de sus obras. Cada vez que podía aceptaba nuevas comisiones y escribía música en cada momento de concentración, ya fuera en vuelos de avión o en el vestíbulo del hotel. Algunas de sus obras, como Concierto para piano de 1992 fue interpretada por la Orquesta Filarmónica de Brooklyn y otras orquestas importantes.

### Premios y distinciones
Entre sus premios y reconocimientos, se encuentran:
- Primer lugar en la competencia nacional con la obra Duo Ye N.º 1, 1985.
- Primer lugar en la competencia de música de piano para niños en Beijing con la obra Yu Diao, 1985.
- Primer lugar en la competencia de música tradicional en el Conservatorio Central de Música de Beijing con la obra Xie Zi, 1986.
- Premio Lili Boulanger de la Women's Philharmonic en San Francisco, 1994.
- La beca NEW Composer, 1994.
- La beca Goddard Lieberson de la Academia Estadounidense de las Artes y las Letras, 1996.
- La beca Guggenheim, 1996.
- La medalla Sorel por la Excelencia Musical del Centro para los Estudios de la Mujer y la Sociedad de la Universidad de la Ciudad de Nueva York, 1996.
- Premio Alpert en las Artes del Instituto California de las Artes en Valencia, San Clarita, 1997.
- Premio Eddie Medora King por la composición musical de la Universidad de Texas en Austin, 1999.
- Premio Adventurous Programming Award from ASCAP, por su obra con la organización música de china, junto con su esposo Zhou Long, 1999.
- Premio Charles Ives Living de la Academia Estadounidense de las Artes y las Letras, 2001-2002.
- Premio de la música de concierto ASCAP, 2001
- Premio Eise Stoeger de la Sociedad de Música de Cámara del Lincoln Center, 2002.
- Premio Amigos del Embajador de la Fundación en memoria de Edgar Snow, 2002.
- Premio Kauffman y Beca de la Universidad de Misuri-Kansas City, 2006.
- Es miembro de la Academia Estadounidense de las Artes y las Ciencias desde 2005.
- Su música de cámara ha sido parte de Sound and Silence, una serie de diez películas sobre música contemporánea que coproduce ISCM, 1989.
- El documental Chen Yi in America (A Cantonese in New York), retrata su vida y trayectoria musical, 2002.

## Obras
| Nombre                                            | Año    | Instrumento/s                                                                         | Duración |
| ------------------------------------------------- | ------ | ------------------------------------------------------------------------------------- | -------- |
| Ba Ban                                            | 1999   | Piano                                                                                 | 6:00     |
| Bamboo Dance                                      |        | Piano                                                                                 | 2:00     |
| Duo Ye                                            | 1984   | Piano u orquesta de cámara                                                            | 6:00     |
| Guessing                                          | 1989   | Piano                                                                                 | 5:00     |
| Ji-Dong-Nuo                                       | 2005   | Piano                                                                                 | 5:00     |
| Jing Marimba                                      | 2009   | Marimba                                                                               | 4:00     |
| Memory                                            | 2010   | Flauta o violín                                                                       | 3:40     |
| Monologue                                         | 1993   | Clarinete en Si bemol o Saxofón alto                                                  | 5:00     |
| Northern Scenes                                   |        | Piano                                                                                 | 8:00     |
| Percussion Concerto                               | 1998   | Piano y percusiones                                                                   | 20:00    |
| Points                                            |        | Pipa                                                                                  | 9:30     |
| Shuo Chang                                        |        | Guitarra                                                                              | 6:30     |
| Singing In The Mountain                           |        | Piano                                                                                 | 2:00     |
| Dos bagatelas chinas                              |        | Piano                                                                                 | 3:00     |
| Variaciones en el tema “Awariguli”                | 1978   | Piano                                                                                 | 9:00     |
| Bright Moonlight                                  | 2001   | Voz y piano                                                                           | 3:15     |
| China West Suite                                  |        | Dos pianos                                                                            |          |
| Meditation                                        | 1999   | Voz y piano                                                                           | 6:00     |
| Chinese Ancient Dances                            | 2004   | Clarinete o saxofón soprano y piano                                                   | 8:00     |
| Tres bagatelas del oeste de China                 | 2006   | Clarinete y piano                                                                     | 10:00    |
| Canción del pescador                              | 1980   | Violín y piano                                                                        | 4:00     |
| Happy Tune (III. Dou Duo From ‘Three Bagatelles’) |        | Dos Cellos                                                                            | 1:40     |
| Romance and Dance                                 | 1999   | Violín y piano                                                                        | 5:00     |
| From Old Peking Folklore                          | 2009   | Violín y piano                                                                        | 5:00     |
| The Soulful and The Perpetual                     |        | Saxofón alto y piano                                                                  | 10:00    |
| Romance Of Hsiao and Ch’In                        | 1998   | Violonchelo y piano / 2 violines y orquesta de cuerdas                                | 4:00     |
| As In A Dream                                     | 1988   | Violín, violonchelo o pipa y soprano                                                  | 7:00     |
| As Like A Raging Fire                             | 2001-2 | Flauta, clarinete, violín, violonchelo y piano                                        | 13:00    |
| At The Kansas City Chinese New Year Concert       | 2002   | Cuarteto de cuerdas                                                                   | 12:00    |
| Eleanor’s Gift                                    | 1998-9 | Violonchelo, percusiones y piano                                                      | 15:00    |
| Quinteto de alientos N.º 2 'Feng'                 | 1998   | Flauta, oboe, clarinete, corno francés, fagot                                         | 12:00    |
| Fiddle Suite                                      | 1997   | Huquin, cuarteto de cuerdas                                                           | 16:00    |
| From The Path Of Beauty                           | 2008   | Cuarteto de cuerdas o coro mixto                                                      | 22:00    |
| The Han Figurines                                 | 2006   | Violín, clarinete en si bemol, saxofón tenor, contrabajo, piano y percusión           | 5:00     |
| Happy Rain On A Spring Night                      | 2004   | Flauta, clarinete, violín, violonchelo y piano                                        |          |
| Joy Of The Reunion                                | 2001   | Oboe, violín, viola y contrabajo                                                      | 3:30     |
| Near Distance                                     | 2001   | Flauta, clarinete, violín, violonchelo, piano, percusión                              | 9:00     |
| Night Thoughts                                    | 2004   | Flauta, violonchelo y piano                                                           | 8:00     |
| Ning                                              | 2001   | Pipa, violín y violonchelo                                                            | 15:00    |
| Qi                                                | 1996-7 | Violonchelo, piano y percusión                                                        | 12:00    |
| Septet                                            | 2008   | 4 saxofones, pipa, Erhu y percusión                                                   | 14:00    |
| Song In Winter                                    | 1993   | Dizi, zheng, clavecín                                                                 | 8:00     |
| Sound Of The Five                                 | 1998   | Violonchelo y cuarteto de cuerdas                                                     | 20:00    |
| Sparkle                                           | 1992   | Flauta o piccolo, clarinete, violín, violonchelo, contrabajo, piano y dos percusiones | 11:00    |
| Suite para violonchelo y orquesta de alientos     | 2004   | Violonchelo y ensamble de alientos                                                    |          |
| Tres danzas del sur de China                      |        | Dizi, Erhu, Pipa y Zheng                                                              |          |
| Tibetan tunes                                     | 2007   | Violín, violonchelo y piano                                                           |          |
| Tunes from my home                                | 2007   | Violín, violonchelo y piano                                                           | 15:00    |
| Quinteto de alientos N.º 1                        | 1987   | Flauta, oboe, clarinete, corno francés, fagot                                         |          |
| Quinteto de alientos N.º 3                        | 2008   | Flauta, oboe, clarinete, corno francés, fagot                                         | 12:00    |
| Wu Yu                                             | 2001-2 | Flauta, clarinete, fagot, percusión, violín y violonchelo                             | 14:00    |
| Xian Shi (Concierto para viola)                   | 1983   | Viola, orquesta                                                                       | 14:00    |
| Yangko                                            | 1985   | Violín, dos percusiones                                                               |          |
| Angel Island Passages                             | 2010   | Coro infantil, cuarteto de cuerdas                                                    | 15:00    |
| Arirang                                           | 1994   | Coro mixto a cappella                                                                 | 3:00     |
| Capriccio                                         | 2001   | Coro mixto, percusión y órgano                                                        | 4:00     |
| Chinese Mountain Songs                            | 2001   | Coro femenino                                                                         | 8:00     |
| Chinese Poems                                     | 1999   | 6 voces femeninas infantiles                                                          | 8:00     |
| Distance Can’t Keep Us Two Apart                  | 2011   | Coro mixto                                                                            | 5:00     |
| From The Path Of Beauty                           | 2008   | Coro mixto                                                                            | 35:00    |
| I Hear The Siren’s Call                           |        | Coro masculino                                                                        | 2:30     |
| Know You How Many Petals Falling?                 | 2001   | Coro mixto                                                                            | 4:00     |
| Landscape                                         | 2003   | Coro mixto                                                                            | 3:00     |
| Let’s Reach A New Height                          |        | Coro mixto                                                                            | 3:00     |
| Sakura, Sakura                                    | 1994   | Coro mixto                                                                            | 1:15     |
| A Set Of Chinese Folk Songs                       |        | Coro masculino / Coro mixto                                                           | 17:00    |
| Shady Grove                                       | 2001   | Coro mixto                                                                            | 1:45     |
| Spring Dreams                                     | 1997   | Coro mixto                                                                            | 5:00     |
| Spring Rain                                       | 2010   | Coro mixto                                                                            | 4:00     |
| Tang Poems                                        | 1995   | Como masculino                                                                        | 15:00    |
| To The New Millennium                             | 2001   | Soprano, mezzosoprano, coro mixto                                                     | 10:00    |
| Two Chinese Folk Songs                            |        | Coro mixto                                                                            | 5:00     |
| The West Lake                                     | 2003   | Coro mixto                                                                            |          |
| With Flowers Blooming                             | 2010   | Coro femenino                                                                         | 4:00     |
| Xuan                                              | 2001   | Coro mixto                                                                            | 4:00     |
| Blue, Blue Sky                                    | 2012   | Orquesta                                                                              | 10:00    |
| Caramoor’s Summer                                 | 2003   | Orquesta de cámara                                                                    | 13:00    |
| Celebration                                       | 2005   | Orquesta                                                                              | 5:00     |
| Duo Ye, N.º 2                                     | 2000   | Orquesta                                                                              | 8:00     |
| Faith and Perseverance                            | 2012   | Orquesta                                                                              | 6:00     |
| Fountains Of KC                                   | 2011   | Orquesta                                                                              | 10:00    |
| Ge Xu (Antiphony)                                 | 1994   | Orquesta                                                                              | 8:00     |
| Jing Diao                                         | 2011   | Orquesta                                                                              | 4:00     |
| The Linear                                        | 1994   | Orquesta                                                                              | 15:00    |
| Momentum                                          | 1998   | Orquesta                                                                              |          |
| Mount A Long Wind                                 | 2010   | Orquesta                                                                              | 6:00     |
| Obertura                                          | 2008   | Orquesta                                                                              | 9:00     |
| Preludio y fuga                                   | 2009   | Orquesta                                                                              | 22:00    |
| Prospect Overture                                 | 2008   | Orquesta                                                                              | 9:00     |
| Rhyme of Fire                                     | 2008   | Orquesta                                                                              | 11:00    |
| Shuo                                              | 1994   | Orquesta de cuerdas                                                                   | 8:00     |
| Si Ji (Cuatro Estaciones)                         | 2005   | Orquesta                                                                              | 14:00    |
| Sprout                                            | 1986   | Orquesta de cuerdas                                                                   | 7:00     |
| Sinfonía ‘Humen 1839’ (con Zhou Long)             | 2009   | Orquesta                                                                              | 30:00    |
| Sinfonía N.º 1                                    | 1986   | Orquesta                                                                              |          |
| Sinfonía N.º 2                                    | 1993   | Orquesta                                                                              | 18:00    |
| Sinfonía N.º 3                                    | 2003-4 | Orquesta                                                                              | 20:00    |
| Tone Poem                                         |        | Orquesta de cámara                                                                    | 8:00     |
| Tu                                                | 2002   | Orquesta                                                                              | 13:30    |

## Discografía
| Discos monográficos | Discos monográficos  | Discos monográficos             | Discos monográficos |
| Año                 | Nombre               | Sello discográfico              | Intérpretes |
| ------------------- | -------------------- | ------------------------------- | --- |
| 1996                | The Music Of Chen Yi | New Albion                      | The Women's Philharmonic, JoAnn Falletta With Chanticleer                                                                     |
| 1999                | Sparkle              | Composers Recordings Inc. (CRI) | New Music Consort, Claire Heldrich, Wei Lai-gen, Yang Yi, Joyce Lindorff, Min Xiao-Fen, miembros del Manhattan String Quartet |
| 2003                | Momentum             | BIS                             | Cho-Liang Lin, Orquesta Sinfónica de Singapur, Lan Shui                                                                       |

| Aparición en otros discos | Aparición en otros discos | Aparición en otros discos | Aparición en otros discos                 | Aparición en otros discos                                     |
| Año                       | Nombre                    | Sello discográfico        | Otros compositores                        | Obras de Chen Yi                                              |
| ------------------------- | ------------------------- | ------------------------- | ----------------------------------------- | ------------------------------------------------------------- |
| 2008                      | Invisible Curve           | New World Records         | Karen Tanaka                              | Wu Yu, Night Thoughts, ... As Like A Raging Fire ...          |
| 2009                      | Chinese Classics          | Naxos                     | Zhou Long                                 | Monologue, Romance Of Hsiao And Ch'in, Chinese Ancient Dances |
| 2010                      | East Meets West           | OUR Recordings            | Tang Jianping, Bright Sheng, Ma Shui-long | Chin Lin's Dance, Flute moon, Concierto para flauta de bambú  |
| 2012                      | Dragon Rhyme              | Naxos                     | Jennifer Higdon, Kurt Weill               | Dragon Rhyme                                                  |
| 2015                      | Symphony 'Humen 1839'     | Naxos                     | Zhou Long                                 | Sinfonía 'Humen 1839'                                         |